# マリアライト (競走馬)
マリアライト（欧字名:Marialite、2011年2月19日 - ）は、日本の競走馬、繁殖牝馬。
2016年のJRA賞最優秀4歳牝馬。2015年のエリザベス女王杯、2016年の宝塚記念に優勝した。 

## 経歴

### デビュー前
北海道勇払郡安平町のノーザンファームで生産された。一口馬主法人キャロットファームの所有馬となり、総額3200万円（一口8万円×400口）で出資者が募集された。
母馬の名前が緑玉髄を意味していたことから、同様にパワーストーンの曹柱石を意味する「マリアライト」と命名された。
美浦トレーニングセンターの久保田貴士厩舎に入厩した。

### 3歳（2014年）
血統的背景から期待は大きかったものの体質がしっかりしていなかったため、2歳戦は見送られた。2014年1月11日に中山競馬場の3歳新馬戦でデビューし、勝利を挙げた。鞍上の三浦皇成は、「体がしっかりしてきたら楽しみ」と評した。その後の2戦、500万下、スイートピーステークスはともに敗れたが、6月に500万下条件で2勝目を飾る。その後の年内のレースでは3戦とも敗れたものの、6月の条件戦より手綱をとるようになった蛯名正義は、一戦ごとに馬がよくなっていくことを認めていた。

### 4歳（2015年）
年明け初戦は敗れたが、3月の1000万下条件の潮来特別でディスキーダンスに3馬身差をつけて3勝目を挙げた。このレースの勝利によってマリアライトの陣営は年内の目標をエリザベス女王杯に定めた。次走の緑風ステークスでも包まれるロスがありながらも最後はサムソンズプライドを差し切って勝利を収める。6月阪神競馬場のマーメイドステークスでは、牡馬相手に2連勝したことが評価されたか重賞初挑戦ながら単勝1番人気に支持されたがシャトーブランシュの2着に終わった。秋初戦のオールカマーはショウナンパンドラの5着だったものの、この5着によって陣営はかえって、エリザベス女王杯でもある程度やれるという自信をよりを深めた。そして目標であったエリザベス女王杯では単勝6番人気となったが、直線で他馬を交わして先頭に立つと、単勝1番人気のヌーヴォレコルトをクビ差退け優勝。重賞初制覇をGIで達成した。鞍上の蛯名はこの勝利でJRAの牝馬限定GI完全制覇を達成した。続く有馬記念はファン投票11位で選出。レース当日は41.5倍の12番人気に甘んじたものの、ゴールドアクターの4着と善戦した。なお、同じレースには半弟のリアファルも出走しており姉弟対決となったが、リアファルはレース中に腱鞘炎を発症して最下位に終わった。

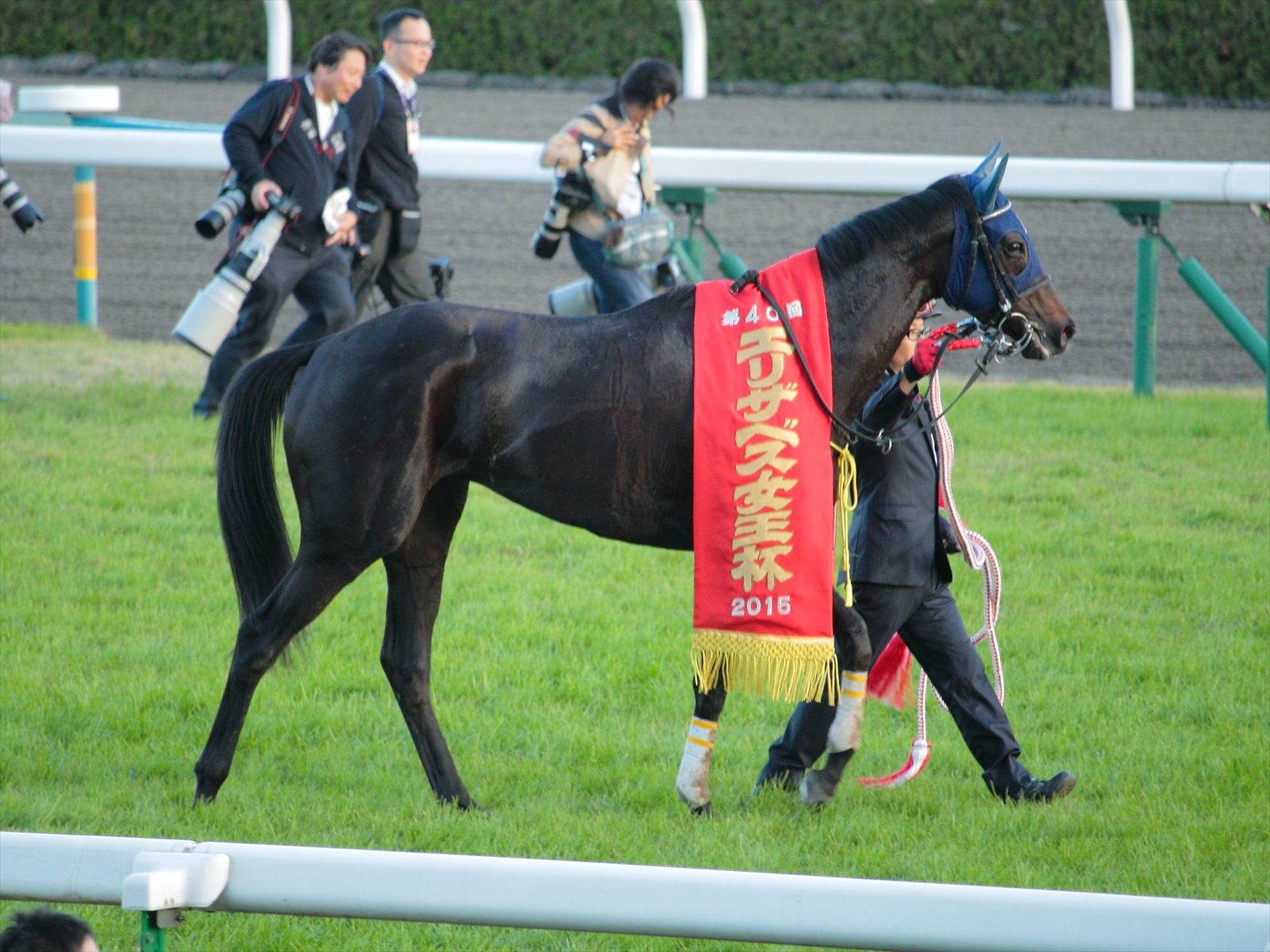
エリザベス女王杯

### 5歳（2016年）
年内初戦として日経賞に4番人気で出走。ゴールドアクターの3着となる。続く目黒記念では1番人気に推されたが、このレースに出走するまでに2連勝した勢いに乗って出走した3番人気のクリプトグラムにクビ差及ばずの2着惜敗となった。
続く宝塚記念は、GI勝利馬ながら単勝では8番人気という低評価での出走となった。レースでは道中は中団に位置し、直線での末脚に賭けるような体制をとる。そして迎えた最後の直線、ラスト100mあたりで末脚を炸裂させ先頭に立つと、迫ってきたドゥラメンテやキタサンブラックらを一蹴して、2着のドゥラメンテとクビ差の優勝。これにより、2005年のスイープトウショウ以来、11年ぶり史上3頭目となる牝馬での宝塚記念制覇を達成した。この後は1度放牧に出し、連覇を狙うエリザベス女王杯、あるいは宝塚記念優勝により優先出走権を得たBCターフなどを選択肢として、今後のローテーションが組まれることとなった。

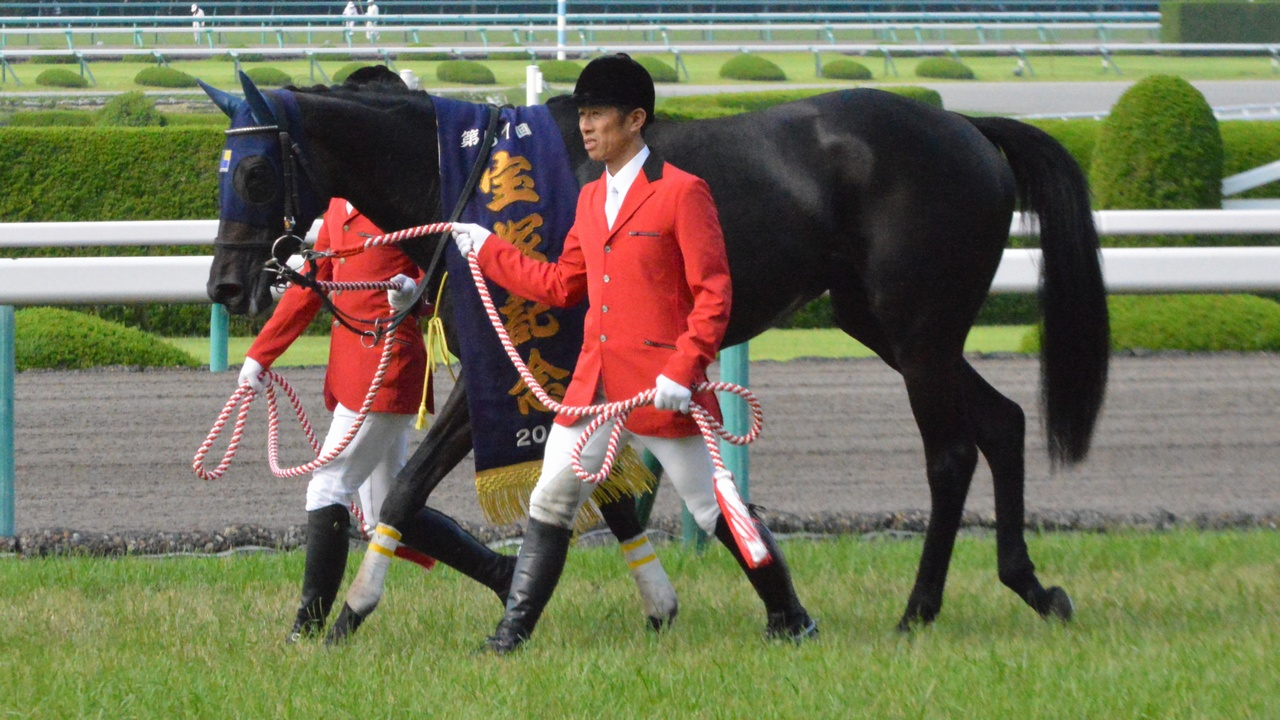
2016年宝塚記念表彰式

そして秋シーズンはオールカマーから始動、ゴールドアクターに次いで2番人気に支持されたが直線で伸び切れず5着に終わる。その後、連覇をかけて挑んだエリザベス女王杯に1番人気で出走したが、レース序盤での不利が響いて6着という結果だった。引退レースとなった有馬記念は道中中団を追走するも失速し10着に敗れた。
年が明けた2017年1月15日に競走馬登録を抹消、引退後はノーザンファームで繁殖牝馬となる。

## 競走成績
| 競走日     | 競馬場 | 競走名           | 格   | 馬場・距離 （馬場状態） | 頭数 | 枠番 | 馬番 | オッズ （人気） | 着順 | タイム （上がり3F） | 着差 | 騎手     | 斤量 [kg] | 1着馬（2着馬）       |
| ---------- | ------ | ---------------- | ---- | ----------------------- | ---- | ---- | ---- | --------------- | ---- | ------------------- | ---- | -------- | --------- | -------------------- |
| 2014.01.11 | 中山   | 3歳新馬          |      | 芝2000m（良）           | 16   | 2    | 3    | 5.7（3人）      | 1着  | 2:04.8（35.2）      | -0.4 | 三浦皇成 | 54        | (リムーブアゲン)     |
| 0000.03.02 | 中山   | 3歳500万下       |      | 芝1800m（稍）           | 14   | 8    | 14   | 8.9（5人）      | 3着  | 1:51.6（36.8）      | 0.3  | 三浦皇成 | 54        | マイネオーラム       |
| 0000.05.04 | 東京   | スイートピーS    | OP   | 芝1800m（良）           | 16   | 6    | 11   | 7.6（3人）      | 6着  | 1:47.8（33.4）      | 0.5  | 幸英明   | 54        | シャイニーガール     |
| 0000.06.29 | 東京   | 3歳上500万下     |      | 芝1800m（重）           | 13   | 4    | 5    | 2.1（1人）      | 1着  | 1:48.9（35.2）      | -0.2 | 蛯名正義 | 52        | (フライングスキップ) |
| 0000.08.03 | 新潟   | 三面川特別       | 1000 | 芝1800m（良）           | 15   | 4    | 7    | 4.3（2人）      | 3着  | 1:46.6（32.6）      | 0.0  | 蛯名正義 | 52        | フレイムコード       |
| 0000.10.11 | 東京   | 山中湖特別       | 1000 | 芝1800m（良）           | 14   | 4    | 6    | 3.2（1人）      | 3着  | 1:46.8（33.4）      | 1.1  | 蛯名正義 | 53        | セキショウ           |
| 0000.11.16 | 東京   | tvk賞            | 1000 | 芝2000m（良）           | 14   | 7    | 12   | 5.5（3人）      | 5着  | 2:00.8（33.8）      | 0.2  | 大野拓弥 | 53        | ルファルシオン       |
| 2015.02.14 | 東京   | 4歳上1000万下    |      | 芝1800m（良）           | 16   | 3    | 5    | 4.4（1人）      | 3着  | 1:47.3（33.7）      | 0.2  | 蛯名正義 | 54        | レッドオリヴィア     |
| 0000.03.08 | 中山   | 潮来特別         | 1000 | 芝2500m（稍）           | 11   | 7    | 9    | 3.7（2人）      | 1着  | 2:39.6（35.5）      | -0.5 | 蛯名正義 | 54        | (ディスキーダンス)   |
| 0000.05.09 | 東京   | 緑風S            | 1600 | 芝2400m（良）           | 18   | 2    | 4    | 4.4（2人）      | 1着  | 2:25.4（35.3）      | -0.2 | 蛯名正義 | 53        | (サムソンズプライド) |
| 0000.06.14 | 阪神   | マーメイドS      | GIII | 芝2000m（良）           | 16   | 6    | 12   | 3.5（1人）      | 2着  | 2:00.6（34.4）      | 0.1  | 蛯名正義 | 53        | シャトーブランシュ   |
| 0000.09.27 | 中山   | オールカマー     | GII  | 芝2200m（良）           | 15   | 8    | 14   | 11.1（4人）     | 5着  | 2:12.7（34.8）      | 0.8  | 蛯名正義 | 54        | ショウナンパンドラ   |
| 0000.11.15 | 京都   | エリザベス女王杯 | GI   | 芝2200m（稍）           | 18   | 6    | 12   | 15.2（6人）     | 1着  | 2:14.9（34.7）      | 0.0  | 蛯名正義 | 56        | (ヌーヴォレコルト)   |
| 0000.12.27 | 中山   | 有馬記念         | GI   | 芝2500m（良）           | 16   | 8    | 16   | 41.5（12人）    | 4着  | 2:33.1（35.0）      | 0.1  | 蛯名正義 | 55        | ゴールドアクター     |
| 2016.03.26 | 中山   | 日経賞           | GII  | 芝2500m（良）           | 9    | 2    | 2    | 6.6（4人）      | 3着  | 2:37.1（33.9）      | 0.3  | 蛯名正義 | 55        | ゴールドアクター     |
| 0000.05.29 | 東京   | 目黒記念         | GII  | 芝2500m（良）           | 18   | 3    | 6    | 3.0（1人）      | 2着  | 2:30.6（34.4）      | 0.0  | 蛯名正義 | 56        | クリプトグラム       |
| 0000.06.26 | 阪神   | 宝塚記念         | GI   | 芝2200m（稍）           | 17   | 8    | 16   | 25.1（8人）     | 1着  | 2:12.8（36.3）      | 0.0  | 蛯名正義 | 56        | (ドゥラメンテ)       |
| 0000. 9.25 | 中山   | オールカマー     | GII  | 芝2200m（良）           | 12   | 6    | 7    | 2.9（2人）      | 5着  | 2:12.2（34.5）      | 0.3  | 蛯名正義 | 56        | ゴールドアクター     |
| 0000.11.13 | 京都   | エリザベス女王杯 | GI   | 芝2200m（良）           | 15   | 2    | 2    | 3.1（1人）      | 6着  | 2:13.5（33.9）      | 0.6  | 蛯名正義 | 56        | クイーンズリング     |
| 0000.12.25 | 中山   | 有馬記念         | GI   | 芝2500m（良）           | 16   | 8    | 16   | 19.3（6人）     | 10着 | 2:33.6（36.2）      | 1.0  | 蛯名正義 | 55        | サトノダイヤモンド   |

## 繁殖成績
|       | 生年   | 馬名                 | 性 | 毛色   | 父             | 厩舎             | 馬主                     | 戦績                 | 出典   |
| ----- | ------ | -------------------- | -- | ------ | -------------- | ---------------- | ------------------------ | -------------------- | ------ |
| 初仔  | 2018年 | オーソクレース       | 牡 | 黒鹿毛 | エピファネイア | 美浦・久保田貴士 | （有）キャロットファーム | 6戦2勝（引退・乗馬） | [ 33 ] |
| 2番仔 | 2019年 | カルセドニー         | 牝 | 鹿毛   | ロードカナロア | 美浦・久保田貴士 | （有）キャロットファーム | 2戦0勝（引退・繁殖） | [ 34 ] |
|       | 2020年 | （流産）             |    |        | モーリス       |                  |                          |                      |        |
| 3番仔 | 2021年 | マリガーネット       | 牝 | 黒鹿毛 | レイデオロ     | 美浦・久保田貴士 | （有）キャロットファーム | 4戦0勝（抹消）       | [ 35 ] |
| 4番仔 | 2022年 | ロジャリーマイン     | 牝 | 黒鹿毛 | エピファネイア | 美浦・久保田貴士 | （有）キャロットファーム | 2戦1勝（現役）       | [ 36 ] |
| 5番仔 | 2023年 | シャンパンクォーツ   | 牝 | 黒鹿毛 | ドレフォン     | 美浦・久保田貴士 | （有）キャロットファーム | デビュー前           | [ 37 ] |
| 6番仔 | 2024年 | (マリアライトの2024) | 牝 | 鹿毛   | モーリス       |                  |                          |                      | [ 38 ] |

- 2025年4月13日現在

- マリアライトの初仔オーソクレース（父エピファネイア）は、母と同じくキャロットクラブで20万円x400口の総額8000万円で募集された[39]。2020年、2歳でデビュー2連勝した後、GIホープフルステークスに2着。明け3歳の2021年は故障により春を全休した[40]。秋に復帰し、G1菊花賞で逃げ切ったタイトルホルダーに大きく突き放された2着[41]。次走、GI2着2回の実績で1番人気に推された2022年1月のアメリカジョッキークラブカップで期待を裏切る6着に敗れた後[42]、重度の右前脚浅屈腱炎を発症し、生涯成績6戦2勝で引退した[43]。引退後はトルコで種牡馬入りする予定が明らかにされていた[44]が頓挫し、岡山県真庭市の引退競走馬繋養施設オールド・フレンズ・ジャパンで繋養されている[45]。

## 血統表
| マリアライトの血統              | マリアライトの血統                                     | マリアライトの血統                 | （血統表の出典）                   | （血統表の出典） |
| 父系                            | サンデーサイレンス系（ヘイロー系）                     | サンデーサイレンス系（ヘイロー系） | サンデーサイレンス系（ヘイロー系） | [ § 2 ]          |
| 父 ディープインパクト 2002 鹿毛 | 父の父*サンデーサイレンス Sunday Silence 1986 青鹿毛   | Halo                               | Hail to Reason                     | Hail to Reason   |
| 父 ディープインパクト 2002 鹿毛 | 父の父*サンデーサイレンス Sunday Silence 1986 青鹿毛   | Halo                               | Cosmah                             |                  |
| 父 ディープインパクト 2002 鹿毛 | 父の父*サンデーサイレンス Sunday Silence 1986 青鹿毛   | Wishing Well                       | Understanding                      | Understanding    |
| 父 ディープインパクト 2002 鹿毛 | 父の父*サンデーサイレンス Sunday Silence 1986 青鹿毛   | Wishing Well                       | Mountain Flower                    |                  |
| 父 ディープインパクト 2002 鹿毛 | 父の母*ウインドインハーヘア Wind in Her Hair 1991 鹿毛 | Alzao                              | Lyphard                            | Lyphard          |
| 父 ディープインパクト 2002 鹿毛 | 父の母*ウインドインハーヘア Wind in Her Hair 1991 鹿毛 | Alzao                              | Lady Rebecca                       |                  |
| 父 ディープインパクト 2002 鹿毛 | 父の母*ウインドインハーヘア Wind in Her Hair 1991 鹿毛 | Burghclere                         | Burghclere                         | Burghclere       |
| 父 ディープインパクト 2002 鹿毛 | 父の母*ウインドインハーヘア Wind in Her Hair 1991 鹿毛 | Burghclere                         | Highclere                          |                  |
| 母 クリソプレーズ 2002 黒鹿毛   | 母の父*エルコンドルパサー 1995 黒鹿毛                  | Kingmambo                          | Mr. Prospector                     | Mr. Prospector   |
| 母 クリソプレーズ 2002 黒鹿毛   | 母の父*エルコンドルパサー 1995 黒鹿毛                  | Kingmambo                          | Miesque                            |                  |
| 母 クリソプレーズ 2002 黒鹿毛   | 母の父*エルコンドルパサー 1995 黒鹿毛                  | *サドラーズギャル                  | Sadler's Wells                     | Sadler's Wells   |
| 母 クリソプレーズ 2002 黒鹿毛   | 母の父*エルコンドルパサー 1995 黒鹿毛                  | *サドラーズギャル                  | Glenveagh                          |                  |
| 母 クリソプレーズ 2002 黒鹿毛   | 母の母*キャサリーンパー Catherine Parr 1987 青鹿毛     | Riverman                           | Never Bend                         | Never Bend       |
| 母 クリソプレーズ 2002 黒鹿毛   | 母の母*キャサリーンパー Catherine Parr 1987 青鹿毛     | Riverman                           | River Lady                         |                  |
| 母 クリソプレーズ 2002 黒鹿毛   | 母の母*キャサリーンパー Catherine Parr 1987 青鹿毛     | Regal Exception                    | Ribot                              | Ribot            |
| 母 クリソプレーズ 2002 黒鹿毛   | 母の母*キャサリーンパー Catherine Parr 1987 青鹿毛     | Regal Exception                    | Rajput Princess                    |                  |
| 母系(F-No.)                     | キャサリーンパー(USA)系(FN:16-a)                       | キャサリーンパー(USA)系(FN:16-a)   | キャサリーンパー(USA)系(FN:16-a)   | [ § 3 ]          |
| 5代内の近親交配                 | Northern Dancer 5x5                                    | Northern Dancer 5x5                | Northern Dancer 5x5                | [ § 4 ]          |
| 出典                            | 1. 2. 3. 4.                                            | 1. 2. 3. 4.                        | 1. 2. 3. 4.                        | 1. 2. 3. 4.      |

- 半兄にジャパンダートダービー・コリアカップ優勝馬クリソライト（父：ゴールドアリュール）、半弟に神戸新聞杯優勝馬リアファル（父：ゼンノロブロイ）、同じく半弟にジャパンダートダービー・チャンピオンズカップ・帝王賞・JBCクラシック優勝馬クリソベリル（父：ゴールドアリュール）がいる[48]。
- 母クリソプレーズの全弟にジャパンカップダート優勝馬アロンダイトがいる[48]。